# Hippodamie (fille d'Œnomaos)
Pour les articles homonymes, voir Hippodamie.
Dans la mythologie grecque, Hippodamie (en grec ancien Ἱπποδάμεια / Hippodámeia) est la fille d'Œnomaos, roi de Pise en Élide, ainsi que, selon certains auteurs, de la pléiade Astérope. Elle a pour frère Leucippe fils d'Œnomaos.

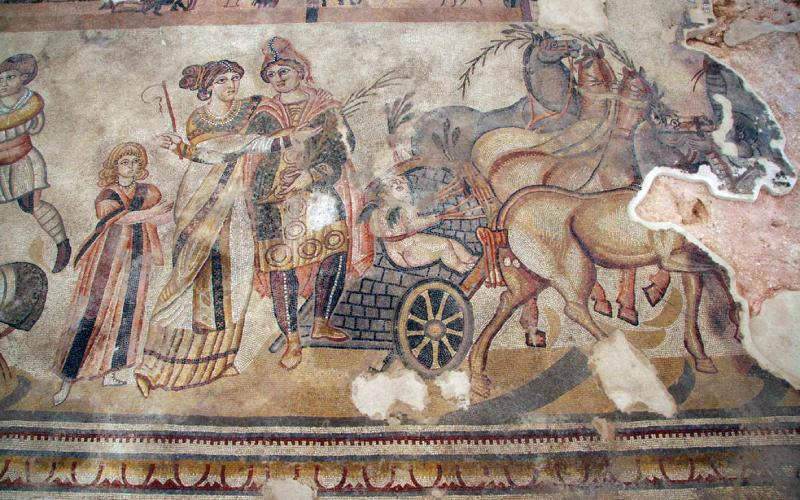
Hippodamie et Pélops (mosaïque romaine de Noheda, 4e s.).

Son père, le roi d'Élide, avait promis la main de sa fille à quiconque pourrait le battre dans une course de char. Chaque fois cette épreuve se terminait par la mise à mort du malheureux concurrent, vaincu. Il était en effet certain de remporter chaque fois, car un oracle lui avait prédit sa mort de la main de son gendre. Tous les prétendants échouèrent et furent mis à mort jusqu'à ce que Pélops le vainque par la ruse. Il bénéficie des chevaux de Poséidon, et de l'aide du cocher Myrtilos qui, dévissant une roue du char d'Œnomaos le conduisit au trépas.
Mariée à Pélops, elle en eut de nombreux enfants. Une scholie à l'Oreste d'Euripide leur attribue douze fils — Atrée, Thyeste, Dias, Cynosouros, Corinthos, Hippalmos, Hippasos, Cléon, Alcathoos, Héléios, Pitthée et Troizènos — et trois filles — Nicippè, Lysidicè et Astydamie — que Pélops donna en mariage à trois fils de Persée — respectivement, Sthénélos, Mestor et Alcée.
Plus tard, elle fut chassée par son mari pour avoir fait assassiner son beau-fils Chrysippe. Elle se réfugia en Argolide.

### Sources littéraires antiques
- Pseudo-Apollodore, Épitome [détail des éditions] [lire en ligne] (II, 4-8).
- Properce, Élégies [détail des éditions] [lire en ligne] (I, 3).